# 格奥尔基·赞塔拉亚
格奥尔基·马尔哈佐维奇·赞塔拉亚（烏克蘭語：Георгій Малхазович Зантарая，1987年10月21日—），乌克兰男子柔道运动员，2015年欧洲运动会男子团体铜牌得主、2018年世界柔道锦标赛男子66公斤级铜牌得主、2019年欧洲运动会男子66公斤级金牌得主。